# Чох, Михал
Михал Чох, литературный псевдоним — Люби́нский, русский вариант имени — Михаил Николаевич (в.-луж. Michał Čoch, Lubinski, 2 ноября 1851 года, Порхов, Лужица, Германия — 1922 года, Нижний Новгород, Россия) — верхнелужицкий педагог и поэт. Статский советник.

## Биография
Родился 2 ноября 1851 года в серболужицкой крестьянской семье в деревне Порхов. После окончания гимназии в Будишине поступил в 1867 году в Лужицкую семинарию в Праге и Малостранской гимназии, обучение в которых оставил в 1869 году. Будучи студентом в Праге, участвовал в серболужицком студенческом братстве «Сербовка». Возвратившись в Лужицу, продолжил обучение в гимназии в Ческей-Липе. Был членом серболужицкого студенческого братствам «Lubin», от которого взял себе литературный псевдоним Любинский. Публиковал свои стихотворения в серболужицком литературном журнале «Łužičan».
С 1874 года по 1878 год обучался на математическом факультете в Лейпцигском университете. Познакомившись в Лейпциге с Яном Смолером и Михалом Горником, стал участвовать в деятельности Русского филологического семинара. В 1878 году женился на дочери Яна Смолера Людмиле Смолерец и в этот же год уехал в Россию и стал проживать в Нижнем Новгороде, где преподавал математику и немецкий язык в Нижегородском дворянском институте. Дослужился до статского советника.
Скончался в Нижнем Новгороде в 1922 году.